# 多菲内地区莱萨布雷
多菲内地区莱萨布雷（法語：Les Abrets en Dauphiné，法語發音：[lez‿abʁɛ ɑ̃ dofine]），法国东南部城市，奥弗涅-罗讷-阿尔卑斯大区伊泽尔省的一个市镇，隶属于拉图尔迪潘区，其市镇面积为27.41平方公里，2022年1月1日时人口数量为6,713人，在法国城市中排名第1,685位。
多菲内地区莱萨布雷位于伊泽尔省中北部，圣安德烈-勒加兹－尚贝里铁路和多条公路在此交汇，是一个区域性的中心城市和交通枢纽。

## 地名来源
“Abret”一名可能出自拉丁语单词“arbor”，意为“树木”，对应现代法语单词“arbre”。

## 历史

20世纪初的莱萨布雷

多菲内地区莱萨布雷成立于2016年1月1日，由拉巴蒂迪维桑、莱萨布雷和菲蒂略三个市镇合并而成，其中莱萨布雷为政府驻地。自2017年1月1日起，多菲内地区莱萨布雷加入多菲内河谷市镇公共社区。2017年9月，因不满财政分配问题，当地部分居民对新市镇产生质疑，并创立了“Les Abrets Fitilieu La Bâtie Divisin”组织以寻求恢复原有的三个市镇。
莱萨布雷是该区域的一个核心市镇，当地在古典时期就已形成聚落，彼时为连接里昂和尚贝里道路上的一个驿站。中世纪中后期，莱萨布雷长期为多菲内的一部分。法国大革命后，莱萨布雷成为伊泽尔省的一个市镇。
拉巴蒂迪维桑和菲蒂略历史上均长期为普通农业村落，法国大革命后各自成为独立市镇。工业革命期间，途径菲蒂略的圣安德烈-勒加兹—尚贝里铁路建成通车。

## 地理

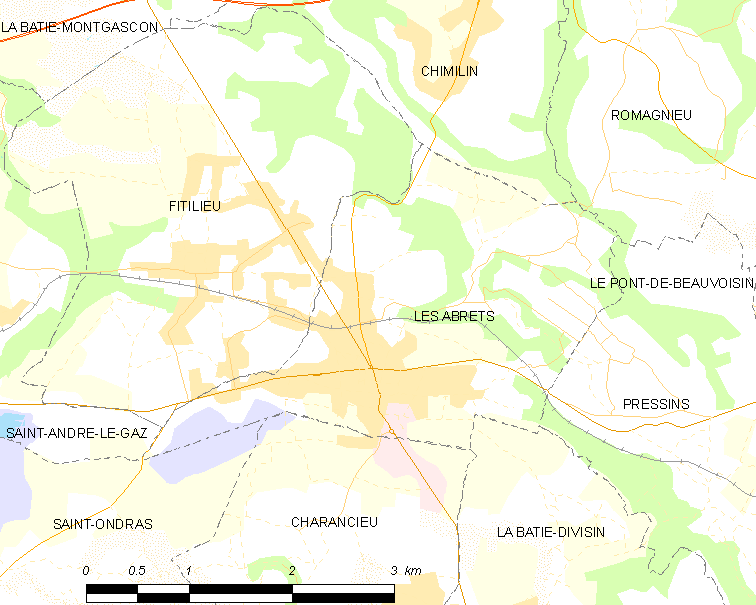
莱萨布雷市镇范围地图

多菲内地区莱萨布雷位于法国东南部，奥弗涅-罗讷-阿尔卑斯大区东部和伊泽尔省中北部，距离省会格勒诺布尔大约47公里。与多菲内地区莱萨布雷接壤的市镇包括：拉巴蒂蒙加斯孔、希米兰、罗马尼约、贝尔蒙特拉莫内、圣安德烈-勒加兹、圣翁德拉、沙朗雪、普雷桑、勒蓬德博瓦桑、维拉日迪拉克德帕拉德吕、蒙费拉、圣叙尔皮斯代里瓦尔和沃拉讷。

### 地形
多菲内地区莱萨布雷位于北伊泽尔地区，境内以平原和缓丘为主，市镇中心地势较为平坦，市镇范围东部部分地区地势起伏较大，全境海拔在261到615米之间。

### 水文
多菲内地区莱萨布雷位于罗讷河流域范围内，布尔布尔河自南向北流经市镇西界；此外市镇范围北部有一处名叫“Malseroud”的湖泊。

### 植被
多菲内地区莱萨布雷属于温带阔叶混交林区，林地多分布于河流附近，以及市区东部的坡地地带。
在鲜花城市的评比中，多菲内地区莱萨布雷暂未被评级。

### 气候
多菲内地区莱萨布雷在柯本气候分类法中属于温带海洋性气候（Cfb）。

## 行政区划

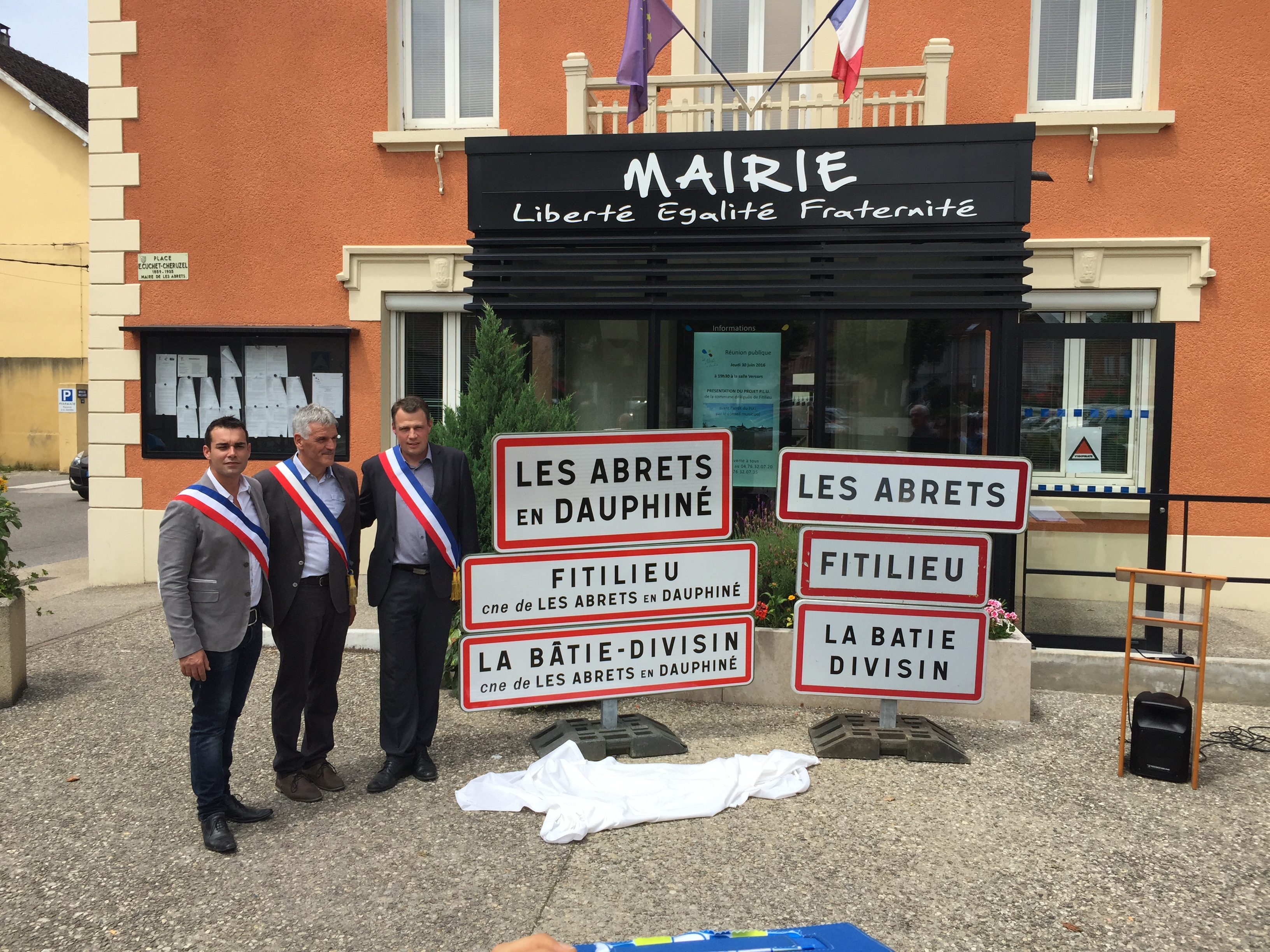
待安装的新市镇入城路牌

多菲内地区莱萨布雷的市镇编号为38001，邮政编号为38490。
在行政管理方面，多菲内地区莱萨布雷隶属于法国奥弗涅-罗讷-阿尔卑斯大区伊泽尔省拉图尔迪潘区；在地方选举方面，多菲内地区莱萨布雷隶属于沙特勒斯-吉耶县，其市镇范围全境被划入伊泽尔省第十选区；在社会管理方面，多菲内地区莱萨布雷是多菲内河谷市镇公共社区的组成部分。
截至2023年8月，多菲内地区莱萨布雷市镇范围内暂无任何城市敏感街区以及城市政策优先街区。
法国国家统计与经济研究所（简称）在进行数据统计时，将多菲内地区莱萨布雷及相邻的另外3个市镇设为多菲内地区莱萨布雷城市核心区（但未将多菲内地区莱萨布雷划入任何城市区（Aire urbaine）。自2020年起，多菲内地区莱萨布雷被单独设立为多菲内地区莱萨布雷城市辐射区代替。此外，还将组成多菲内地区莱萨布雷的三个旧市镇各自看作一个独立的“块区”（IRIS），以便于统计人口分布情况。

## 交通

### 公路
伊泽尔省省道D28线、D50C线、D73线、D142A线、D592线、D1006线和D1075线在多菲内地区莱萨布雷境内交汇。奥弗涅-罗讷-阿尔卑斯城际巴士（商业名称为）下属部分校车线路停靠多菲内地区莱萨布雷，可直通瓦龙等地。
2019年，77.9%的多菲内地区莱萨布雷家庭拥有至少一辆私人汽车。2021年，多菲内地区莱萨布雷境内共发生各类交通事故4起，造成4人受伤，其中2人重伤。
| 10 | 4.8 |

| 格勒诺布尔 | 49 |

| 瓦龙 | 23 |

| 拉图尔迪潘 | 12 |

### 铁路

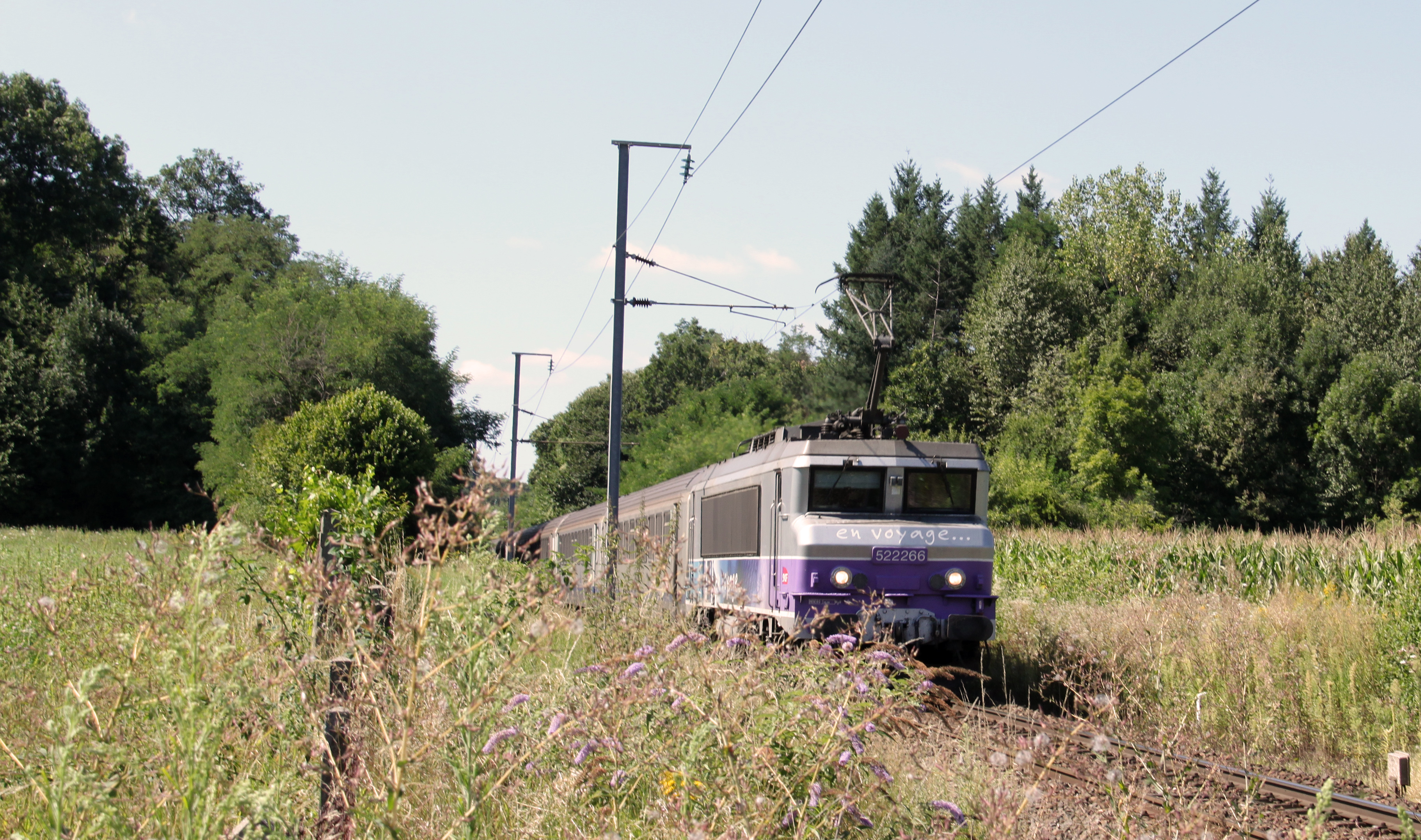
一辆途径多菲内地区莱萨布雷的列车

多菲内地区莱萨布雷位于圣安德烈-勒加兹－尚贝里铁路上，莱萨布雷-菲蒂略站位于菲蒂略境内，该站停靠往返于圣安德烈-勒加兹和尚贝里一线的区域列车。

### 航空
距离多菲内地区莱萨布雷最近的民用航空站为52公里外的里昂圣埃克絮佩里机场。

### 城市公共交通
截至2023年8月，多菲内地区莱萨布雷暂无城市公共交通。

## 政治

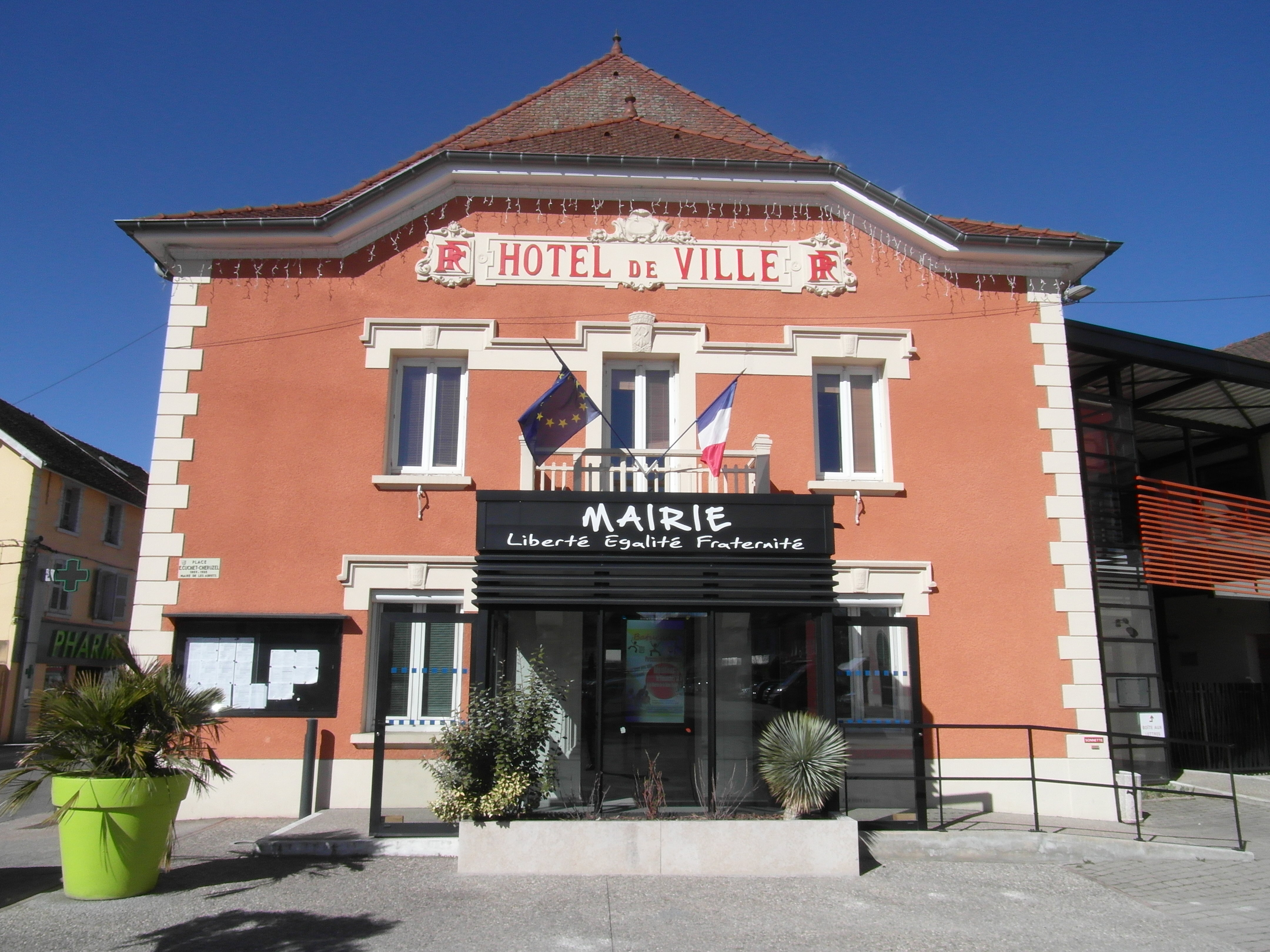
多菲内地区莱萨布雷市政厅

多菲内地区莱萨布雷的现任市长为邦雅曼·加斯塔尔代洛先生（Benjamin GASTALDELLO），他是一名中间派，在2020年的市政选举中获得了58.15%的支持率。
在2022年的法国总统大选中，法国极右翼政党国民阵线主席玛丽娜·勒庞在多菲内地区莱萨布雷获得了56.63%的支持率。

## 人口
2020年，多菲内地区莱萨布雷市镇人口数量为6,439，在法国排名第1,685位。其中男性3,126人，女性3,263人，75岁及以上人口占7.9%，外籍人口数量为232人，人口密度为935人/平方公里，当地居民被称为（男性）或（女性）。2020年，多菲内地区莱萨布雷境内出生68人，死亡人口69人。
| 多菲内地区莱萨布雷2016年－2020年人口变化情况 |
|                                              |
| 数据来源：INSEE                              |

## 经济
多菲内地区莱萨布雷是一个区域性的中心城市。截至2023年8月，多菲内地区莱萨布雷市镇范围内共有各类用人单位（包含自雇）1,030家，平均历史为14年，其中99.2%为中小型企业（PME），2023年6月至8月间，当地的经济活力指数为0。（文旅产品）、（金属）及（饲料）是当地2021年营业额最高的三个企业，分别为58,039,695欧元、44,374,650欧元和9,517,428欧元。

## 财政与居民收入
2021年，多菲内地区莱萨布雷的财政收入总额为5,299,490欧元，财政支出总额为4,464,460欧元，当年的债务总额为4,402,550欧元。2021年，多菲内地区莱萨布雷市镇通过增值税获得329,620欧元的收入，此外当地还共获得了375,080欧元的国家直接财政补助。
2019年，多菲内地区莱萨布雷的人均月收入总额为2,161欧元，其中高级职员为3,732欧元，低于法国平均水平（4,230欧元）；中级职员为2,359欧元，低于法国平均水平（2,411欧元）；普通职员为1,748欧元，高于法国平均水平（1,740欧元）。
2019年，多菲内地区莱萨布雷境内的贫困率为12%，青壮年（15至64岁）失业率为13.7%；当地44.4%的家庭拥有纳税资格，平均纳税2,619欧元，低于法国平均水平（4,393欧元）。

## 社会事务

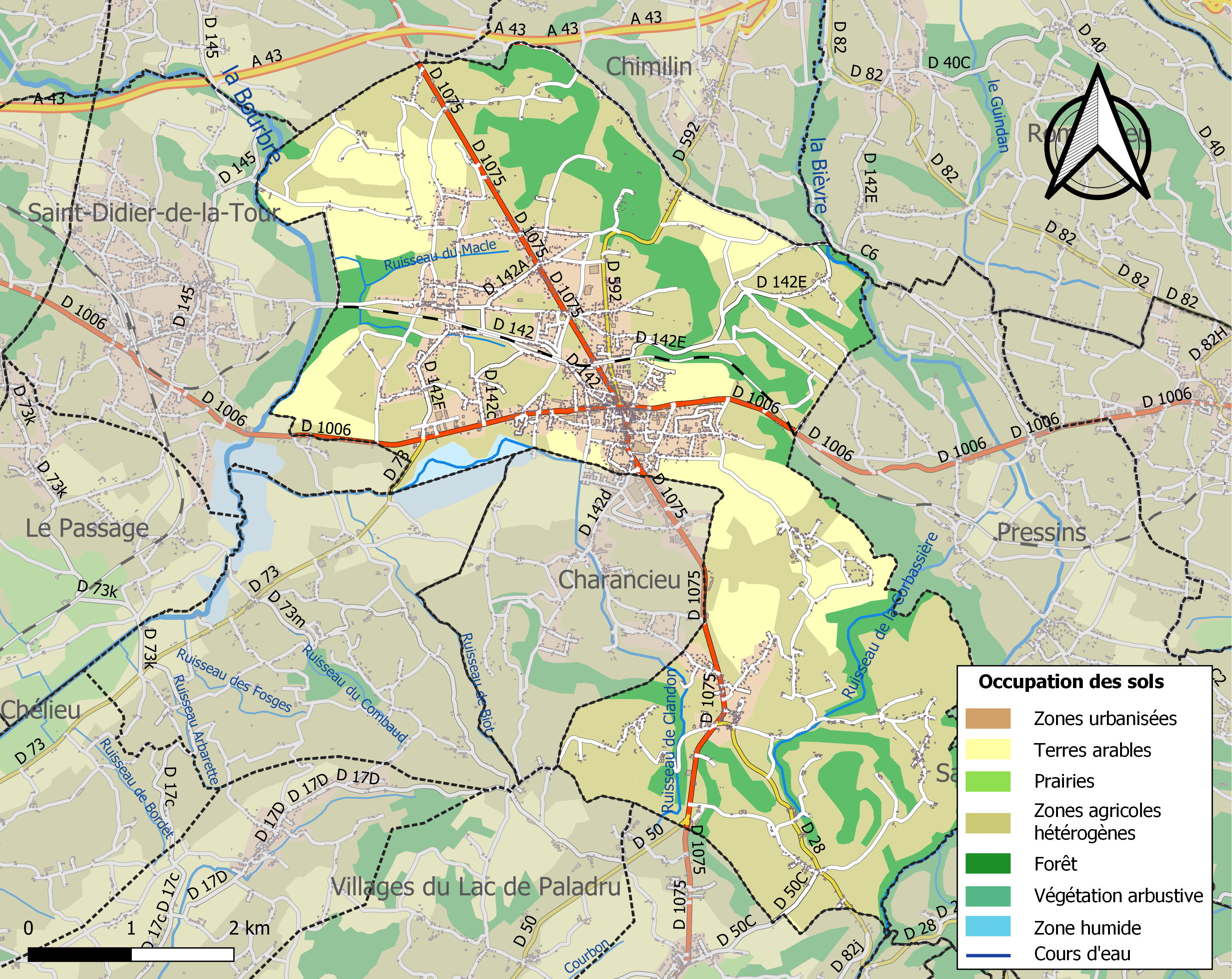
多菲内地区莱萨布雷土地利用情况地图

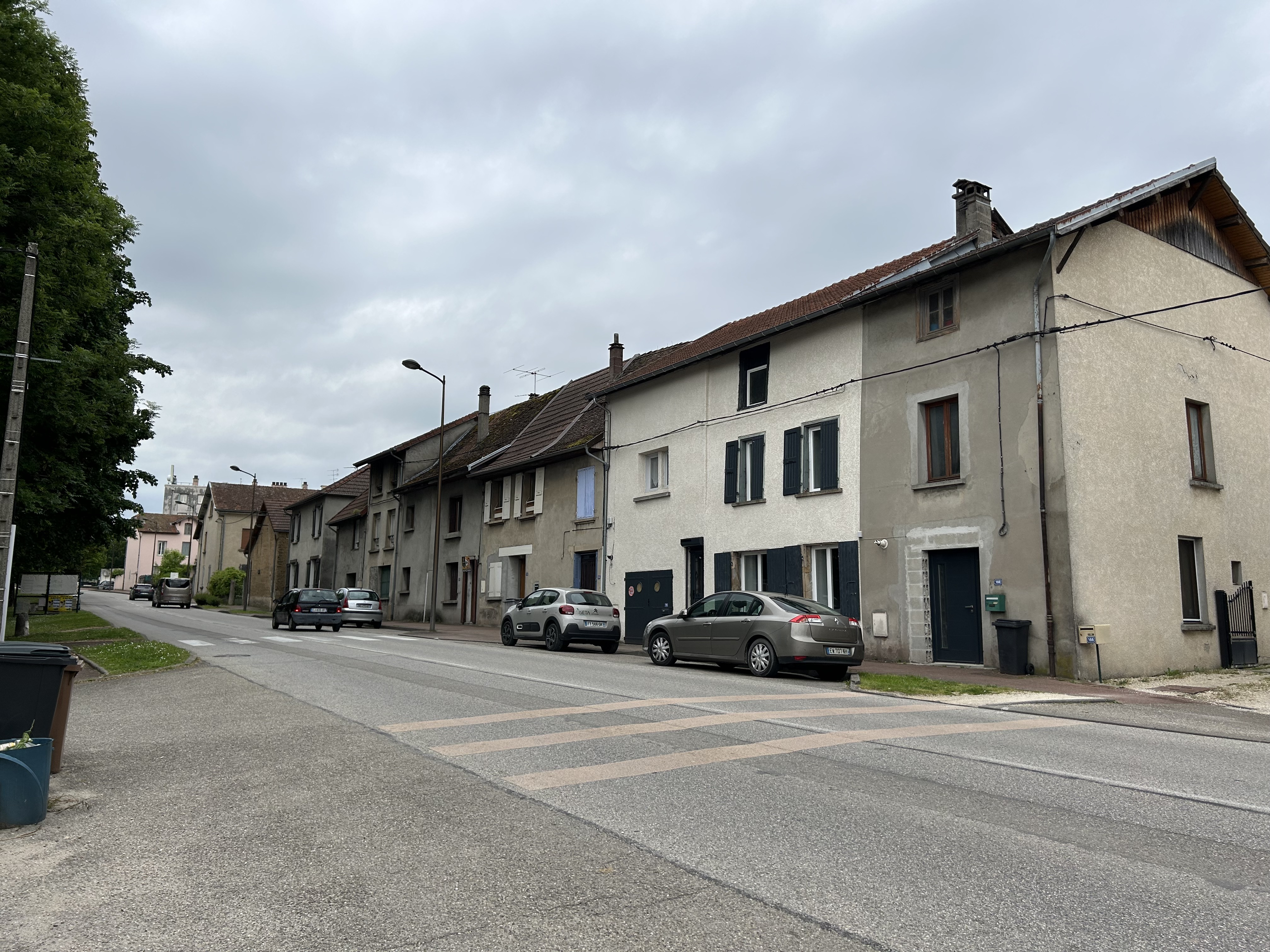
意大利街

### 教育
多菲内地区莱萨布雷属于格勒诺布尔学区。截至2021年1月1日，多菲内地区莱萨布雷境内共有1所幼儿园、4所小学和1所初级中学。2021至2022学年度，多菲内地区莱萨布雷境内共有在校中等教育阶段学生649名。

### 医疗
截至2021年1月1日，多菲内地区莱萨布雷境内共有全科医生3名、保健师10名、牙医4名、护士10名、药房2家、残疾人帮扶中心1家。
距离多菲内地区莱萨布雷最近的区域性医疗机构为拉图尔迪潘中心医院（Centre Hospitalier de La Tour-du-Pin），其主病区位于拉图尔迪潘，距离多菲内地区莱萨布雷市区的正常车程大约18分钟，该院设有床位168个，是当地规模最大的公立综合性医院。

### 住房
2019年，多菲内地区莱萨布雷境内共有各类住房3,086套，其中74.2%为独立式居民区，25.7%为集中式居民区。常住房屋占多菲内地区莱萨布雷市镇范围内居民建筑总量的86.0%。
在住房保障政策方面，2021年，多菲内地区莱萨布雷境内共有465户家庭获得了住房经济补助，受益人数占总人口数量的7.2%，其中422份为房租补助。

### 商业
2021年，多菲内地区莱萨布雷境内共有各类实体商铺170家，其中餐厅17家、大型超市2家、面包房5家、肉铺4家、书店1家、银行门店2家、美容美发店9家、汽车维修店16家。镇中心西侧建有一家家乐福便民超市。

### 体育
2021年，多菲内地区莱萨布雷境内共有1家游泳池、2间体育馆、1座综合体育场、3处网球场以及5处足球或橄榄球场。
截至2023年8月，多菲内地区莱萨布雷境内共有两家注册足球俱乐部。拉巴蒂-迪维桑体育联盟（Union Sportive de la Bâtie Divisin，编号531226）是当地的代表性足球队，其主队2023至2024赛季参加伊泽尔省足球联赛丙组（法国第十一级别），其主场为市政球场（Stade Municipal des Bâtie-Divisin）。

### 环境
多菲内地区莱萨布雷的环境事务由其所属的多菲内河谷市镇公共社区联合各级政府协调负责。2021年，多菲内地区莱萨布雷境内暂无污染企业。

### 治安
多菲内地区莱萨布雷及其附近的共LAbDphié82 个市镇是拉图尔迪潘国家宪兵队（zone gendarmerie de La-Tour-du-Pin）的管辖范围。2020年，该宪兵队累计记录各类案件4,131起，其中盗窃类案件2,162起，经济类案件523起，毒品交易类案件188起。

## 文化

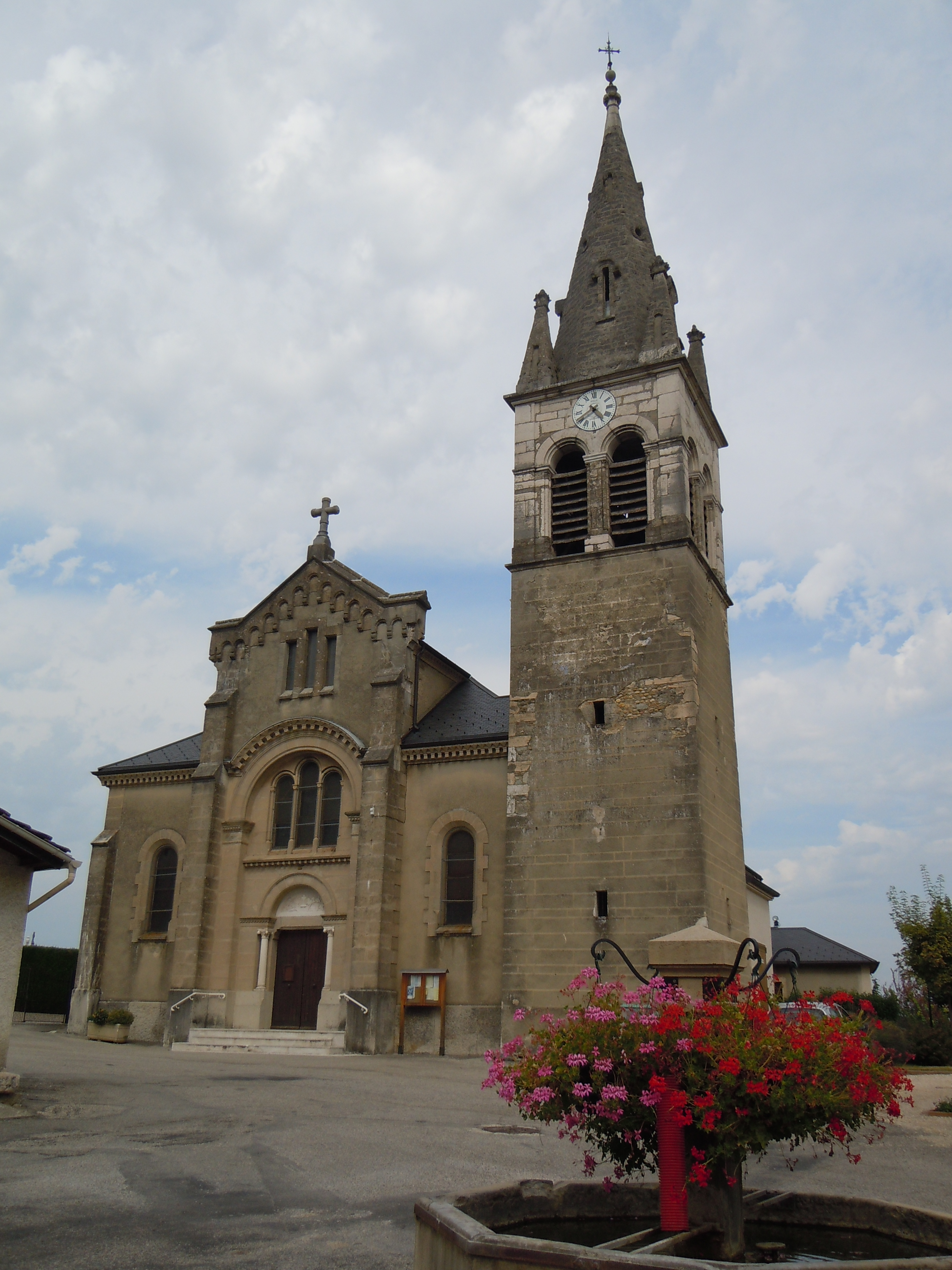
圣伯多禄教堂

2021年，多菲内地区莱萨布雷境内暂无任何文化设施。多菲内地区莱萨布雷境内的拉巴蒂迪维桑、莱萨布雷和菲蒂略三地均建有多媒体中心。

### 建筑
多菲内地区莱萨布雷境内有多处历史建筑，其中圣伯多禄教堂（Église Saint-Pierre de La Bâtie-Divisin）等是当地的地标性建筑物。

### 旅游
多菲内地区莱萨布雷的旅游事务由其所属的多菲内河谷市镇公共社区负责。2022年，多菲内地区莱萨布雷境内共有1个露营地，可容纳共192辆露营车。

### 媒体
法国主要的媒体均可在多菲内地区莱萨布雷接收，法国电视三台下属的奥弗涅-罗讷-阿尔卑斯大区频道在部分时段播出多菲内地区莱萨布雷所在伊泽尔省的地方新闻。

## 友好城市
截至2023年8月，多菲内地区莱萨布雷暂未建立任何友好城市关系。